# Приключения Маленького принца
Приключения Маленького принца (яп. 星の王子さま プチ・プランス Хоси но О̄дзисама Пути Пурансу) — японский аниме-сериал, экранизация книги Антуана де Сент-Экзюпери «Маленький принц». На японском телевидении транслировалось только 35 эпизодов, четыре дополнительных эпизода были добавлены при выпуске сериала на видео в период с 1988 по 1989 годы. При показе в США с 1985 по 1989 годы был полностью перемонтирован и переозвучен, из 39 эпизодов был сокращён до 26..
В 1980-е годы в СССР и 1990-е годы в России мультсериал выпущен на VHS в одноголосом переводе «Крёстного Отца» для детской видеотеки (англ. Children's Video Library). В России в 1990-е мультсериал был показан по кабельному телевидению. В 2006 английская версия была издана в России на 4 DVD компанией «Twister Digital Video» с собственным многоголосым закадровым переводом компании «Торнадо Видео».

## Сюжет
История рассказывает о Маленьком принце, мальчике, который жил один на астероиде B-612, ухаживал за розами и мечтал о приключениях. Однажды космическая птица рассказывает ему как сачком для насекомых поймать хвостатую комету — сделав это, Маленький принц отправляется в путешествие по галактике.

## Эпизоды
1. «My Home, a Tiny Planet»
2. «Friendship in the Desert»
3. «Earth, the Green Planet»
4. «Morning Shining with Life»
5. «Light of the Heart»
6. «Even So, Stars Twinkle»
7. «The Castle Floating on the Sea»
8. «On the Bank of the Lake»
9. «Small Promise»
10. «Sound of the Flute Across the Lake»8
11. «Dandelions and the Girl»
12. «Hero from the Mountain»
13. «Red Roses Tie Together Two Hearts»
14. «The Rose Captain»
15. «The Rainbow, the Boy and the Bandits»
16. «Sea of Flying Gulls»
17. «Nature’s Friendship»
18. «Violets in the Attic»
19. «Nostalgic Telescope»
20. «Star in the Palm of My Hand»
21. «The Exhilarating Wooden Horse Race»
22. «Father and Son in the Storm»
23. «Grandfather Simon’s Presents»
24. «The Man Who Digs for a Dream»
25. «Fly Over the Mountain Range in a Balloon!»
26. «Little Flowers on Mount Rowen»
27. «Run, Steam Locomotive!»
28. «Lullabye Plant of Love»
29. «When the Aurora Glows»
30. «The Adventure of the SS Dream (Part 1)»
31. «The Adventure of the SS Dream (Part 2)»
32. «I Want to Go Back to My Planet»
33. «Fly, SS Shooting Star!»
34. «The Vanished Village at the Bottom of the Lake»
35. «Bridge of Friendship»
36. «Sculptor of the Forest»
37. «Hero Hills»
38. «The Violin that Sings in the Heart»
39. «Goodnight, Prince»